# Nikolai Petrowitsch Karatschenzow

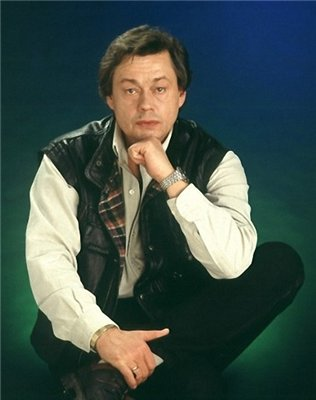
Nikolai Karatschenzow (1990)

Nikolai Petrowitsch Karatschenzow (russisch Николай Петрович Караченцов, wiss. Transliteration Nikolaj Petrovič Karačencov; * 27. Oktober 1944 in Moskau, UdSSR; † 26. Oktober 2018 in Istra, Oblast Moskau, Russland) war ein sowjetischer und russischer Theater- und Filmschauspieler. Er hatte den Titel Volkskünstler der RSFSR (1989) und wurde mit dem Staatspreis der Russischen Föderation ausgezeichnet (2003).

## Biografie
Nikolai Karatschenzow wurde in einer künstlerischen Moskauer Familie geboren. Sein Vater war Maler und Illustrator, seine Mutter Ballettmeisterin. 1963 bis 1967 studierte er an der Theaterschule beim Tschechow-Kunsttheater Moskau, anschließend war er beim Lenkom-Theater tätig. Unter seinen vielen Rollen im Laufe seiner dortigen langjährigen Arbeit war vor allem die Rolle des Grafen Nikolai Resanow in der Rockoper Juno und Awos herausragend, die vom Theaterregisseur Mark Sacharow und dem Komponisten Alexei Rybnikow geschaffen wurde.
Parallel zu seiner Tätigkeit am Theater spielte Karatschenzow in Dutzenden Spielfilmen, durch die er landesweite Bekanntheit erlangte. Karatschenzow, der sich auch durch sein Gesangstalent auszeichnete, wurde 1989 der Titel Volkskünstler der UdSSR verliehen.
Im Februar 2005 hatte Karatschenzow einen schweren Autounfall, bei dem er ein Hirntrauma erlitt, das im Folgenden seine Bewegungs- und Sprechfähigkeit stark einschränkte. Die nachfolgenden Rehas konnten daran nur wenig ändern. Karatschenzow starb am 26. Oktober 2018 bei Moskau.
Der Asteroid (6683) Karachentsov ist nach ihm benannt.

## Filmografie (Auswahl)
- 1975: Der ältere Sohn (Starschi syn)
- 1977: Hund des Gärtners (Sobaka na sene)
- 1977: Jaroslawna, Königin von Frankreich (Jaroslawna, korolewa Franzii)
- 1979: Der elektronische Doppelgänger (Prikljutschenija elektronika)
- 1980: Die Nachtigall (Solowei)
- 1982: Der geplatzte Trust (Trest, kotory lopnul)
- 1982: Die Schatzinsel (Ostrow sokrowischtsch)
- 1980: Die Prinzessin mit der Eselshaut (Oslinaja schkura)
- 1980: Sherlock Holmes und Dr. Watson (Scherlok Cholms i doktor Watson)
- 1983: Der weiße Morgentau (Belyje rossy)
- 1985: Die Bataillone bitten um Feuer (Bataljony prosjat ognja)
- 1986: Wie man glücklich wird (Kak stat stschastliwym)
- 1987: Moonsund (Moonsund)
- 1987: Der Mann vom Kapuziner-Boulevard (Tschelowek s bulwara Kapuzinow)
- 1990: Eine Falle für einen einsamen Mann (Lowuschka dlja odinokogo muschtschiny)
- 1990: Die Verrückten (Tschoknutyje)
- 2000: Die Geheimnisse der Palastumstürze (Tainy dworzowych pereworotow)